# Tirreno-Adriático 1987
La XXII edición del Tirreno-Adriático se disputó entre el 12 y el 18 de marzo de 1987 con un recorrido de 969 kilómetros con salida en Latina y llegada a San Benedetto del Tronto. El ganador de la carrera fue el danés Rolf Sørensen del Remac-Fanini.

## Etapas
| Etapa   | Fecha       | Recorrido                             | km    | Ganador          | Líder          |
| ------- | ----------- | ------------------------------------- | ----- | ---------------- | -------------- |
| Prólogo | 12 de marzo | Latina - Latina (CRI)                 | 8,0   | Lech Piasecki    | Lech Piasecki  |
| 1ª      | 13 de marzo | Ladispoli - Arpino                    | 213,0 | Teun van Vliet   | Teun van Vliet |
| 2ª      | 14 de marzo | Arpino - Paglietta                    | 186,0 | Moreno Argentin  | Teun van Vliet |
| 3ª      | 15 de marzo | Paglieta - Porto Recanati             | 153,0 | Giuseppe Saronni | Teun van Vliet |
| 4a      | 16 de marzo | Porto Recanati - Fermo                | 181,0 | Moreno Argentin  | Teun van Vliet |
| 5ª      | 17 de marzo | Grottammare - Montegiorgio            | 180,0 | Sergio Finazzi   | Teun van Vliet |
| 6ª      | 18 de marzo | S.B del Tronto - S.B del Tronto (CRI) | 14,7  | Rolf Sørensen    | Rolf Sørensen  |

## Clasificaciones finales

### General
| Posición | Ciclista            | Equipo                 | Tiempo      |
| -------- | ------------------- | ---------------------- | ----------- |
| 1        | Rolf Sørensen       | Remac-Fanini           | 25h 22' 21" |
| 2        | Giuseppe Calcaterra | Atala                  | + 5"        |
| 3        | Toni Rominger       | Supermercati Brianzoli | + 6"        |
| 4        | Teun van Vliet      | Panasonic              | + 13"       |
| 5        | Francesco Moser     | Supermercati Brianzoli | + 22"       |
| 6        | Jesper Worre        | Selca-Conti            | + 28"       |
| 7        | Guido Winterberg    | Toshiba                | + 28"       |
| 8        | Franco Chioccioli   | Gis Gelati             | + 31"       |
| 9        | Giuseppe Petito     | Gis Gelati             | + 36"       |
| 10       | Daniele Caroli      | Ecoflam-BFB            | + 49"       |